# 布魯克菲爾德 (新罕布什爾州)
布魯克菲爾德（英語：Brookfield）是一個位於美國新罕布什爾州卡羅爾縣的鎮。

## 人口
根據2020年美國人口普查的數據，布魯克菲爾德的面積為60.20平方千米，當中陸地面積為59.10平方千米，而水域面積為1.10平方千米。當地共有人口755人，而人口密度為每平方千米13人。